# Futurism (webbsida)

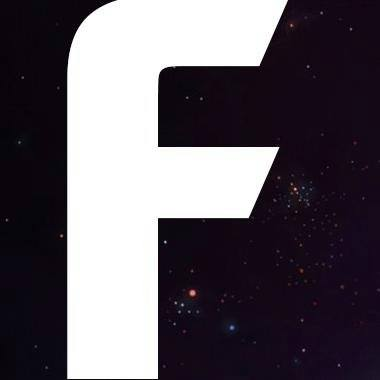
Logotypen för Futurism.

Futurism är en teknik-webbplats som lanserades 2015. Webbplatsen publicerar de senaste rönen inom teknik, specifikt artificiell intelligens, virtuell verklighet, friformsframställning (3D printing), syntetisk biologi och rymdutforskning.